# セバスティアン・エグレン
セバスティアン・エグレン・レデスマ（Sebastián Eguren Ledesma, 1981年1月8日 - ）は、ウルグアイ・モンテビデオ出身の元同国代表サッカー選手、現サッカー指導者。現役時代のポジションはミッドフィールダー（センターハーフ）。
妻はスウェーデン人であり、彼女の弟のセバスティアン・セナトレはウルグアイ生まれのスウェーデン人サッカー選手である。

## クラブ経歴

### 初期の経歴
1999年にモンテビデオ・ワンダラーズFCからデビューし、2003年に強豪ナシオナル・モンテビデオに移籍した。2004年にはコパ・リベルタドーレスに出場したが、2月12日のCDエル・ナシオナル戦後のドーピング検査でコカインの陽性判定が出て、6ヶ月の出場停止処分を受けた。エグレンはアンデス地方で広く飲まれているマテ茶（高山病の薬にもなる）が原因であると主張し、この試合が2800mの高地キトで行われた試合であったことなどから、出場停止期間は短縮された。その後ワンダラーズに復帰するが、ノルウェーリーグ13連覇中のローゼンボリBKからオファーが届き、北欧のクラブへの移籍を決意した。2006年途中にスウェーデンのハンマルビーIFにレンタル移籍すると、すぐにファンのお気に入りの選手となり、12月5日に3年契約での完全移籍を果たした。

### ビジャレアルCF
2008年1月30日、スペインのビジャレアルCFにシーズン終了までの契約でレンタル移籍した。マルコス・セナとセンターハーフのコンビを組み、チームの2位躍進に貢献すると、その活躍により5月20日に完全移籍し3年契約を結んだ。移籍金は130万ユーロ。2008-09シーズンには、移籍したホシコが着けていた背番号6を継承した。12月6日のヘタフェCF戦では前半終了時点で0-3と大差をつけられたが、81分の自身による移籍後初得点などで3-3の引き分けに持ち込んだ。2009年2月25日のUEFAチャンピオンズリーグ決勝トーナメント1回戦パナシナイコスFC戦ファーストレグでは、フリーキックからヘディングでゴールを狙ったがポストに阻まれた。4月7日の準々決勝アーセナルFC戦ファーストレグではフリーでヘディングを放つ場面があったものの決められなかった。4月15日のセカンドレグでは相手選手を倒してイエローカードをもらった同胞のディエゴ・ゴディンへの判定に納得がいかずに審判に抗議し、自身が2枚目のイエローカードを受けて退場になった。このシーズンはリーグ戦32試合に出場した。2009-10シーズンの10月22日、UEFAヨーロッパリーグ・グループステージのSSラツィオ戦で欧州カップ戦初得点を記録した。
しかし、2010年になると下部組織出身のブルーノ・ソリアーノにポジションを奪われ、イタリアのラツィオへのレンタル移籍がまとまりかけたが、メディカルチェックで高血圧と診断されたため、移籍は破談となった。

### AIKソルナ
2010 FIFAワールドカップのメンバー入りを心配し、2010年2月19日にスウェーデン覇者のAIKソルナと契約した。ビョルン・ウェストレームフットボールディレクターによれば、この移籍は厳密にはレンタル移籍ではなく、エグレンは同年7月1日までビジャレアルとの契約上の義務を負わないとされた。しかし、契約切れの1年前までにスペインに戻ることになっていた。AIKはかつてエグレンが在籍したハンマルビーIFのライバルクラブであり、3月10日にはハンマルビーのサポーターがAIKの練習場に乱入して練習を妨害する事件が起こったため、クラブはエグレンを警察の保護下に置くことを決めた。AIKでは守備的ミッドフィールダーとして起用されることが多かったが、ミカエル・スターレ監督は攻撃的ミッドフィールダーやセカンドストライカーとして起用することを好んだ。

### スポルティング・デ・ヒホン
2010年7月7日、フリートランスファーでスポルティング・デ・ヒホンと3年契約を結び、スペインに舞い戻った。

### クラブ・リベルタ以後
2012年7月26日、リーガ・パラグアージャのクラブ・リベルタに移籍。翌年7月からカンピオナート・ブラジレイロ・セリエBのSEパウメイラスでプレーし、1年でのセリエA復帰を経験した。2015年2月13日、アルゼンチン・プリメーラ・ディビシオンのCAコロンに加入した。同年7月25日に古巣であるナシオナルと契約を結び、10年振りに母国に復帰した。

## 代表経歴
2001年7月13日、コパ・アメリカ2001グループリーグのボリビア戦 (1-0) に途中出場してウルグアイ代表初キャップを刻み、同大会で3試合に出場して準決勝進出に貢献した。最終選考で落選したために2002 FIFAワールドカップには出場できなかった。
北欧のクラブに移籍したためにしばらくの間は代表から遠ざかったが、スペインのビジャレアルCFに移籍して再招集されるようになり、2008年5月28日のノルウェーとの親善試合 (2-2) ではヘディングで代表初得点を挙げた。8月にはキリンチャレンジカップのために来日し、日本戦 (3-1) で同点ゴールを決めた。なお、この得点の7分前にはオウンゴールを喫している。2010 FIFAワールドカップ・南米予選の代表メンバーにも名を連ね、2009年9月9日のコロンビア戦では81分にクリスティアン・ロドリゲスに代わって途中出場すると、その6分後には試合を決定づける3点目を決めて勝利に貢献した。2010年6月に南アフリカで開催された2010 FIFAワールドカップにも出場し、グループリーグのフランス戦 (0-0) に出場した。チームは準決勝に進出したが、フランス戦以外に出場機会はなかった。
2011年にはコパ・アメリカ2011に出場し、どの試合も途中出場だったが、母国の15回目の優勝に貢献した。

### 指導者
2015-16シーズン限りで現役を引退。翌シーズンよりナシオナルのアシスタントコーチに就任することが決定した。

## 代表歴

### 出場大会
- ウルグアイ代表
  - 2010 FIFAワールドカップ

### 試合数
- 国際Aマッチ 54試合 7得点（2001年-2013年）[25]

| ウルグアイ代表 | 国際Aマッチ | 国際Aマッチ |
| 年             | 出場        | 得点        |
| -------------- | ----------- | ----------- |
| 2001           | 3           | 0           |
| 2002           | 5           | 0           |
| 2003           | 1           | 0           |
| 2004           | 0           | 0           |
| 2005           | 0           | 0           |
| 2006           | 0           | 0           |
| 2007           | 0           | 0           |
| 2008           | 7           | 3           |
| 2009           | 10          | 2           |
| 2010           | 6           | 1           |
| 2011           | 14          | 0           |
| 2012           | 4           | 1           |
| 2013           | 4           | 0           |
| 通算           | 54          | 7           |

### 得点
| #  | 日時          | 場所         | 相手         | スコア | 結果 | 大会                              |
| -- | ------------- | ------------ | ------------ | ------ | ---- | --------------------------------- |
| 1. | 2008年5月28日 | オスロ       | ノルウェー   | 1-2    | 2-2  | 親善試合                          |
| 2. | 2008年8月20日 | 札幌市       | 日本         | 0-1    | 1-3  | キリンチャレンジカップ            |
| 3. | 2008年9月6日  | ボゴタ       | コロンビア   | 0-1    | 0-1  | 2010 FIFAワールドカップ・南米予選 |
| 4. | 2009年2月11日 | トリポリ     | リビア       | 0-1    | 2-3  | 親善試合                          |
| 5. | 2009年9月9日  | モンテビデオ | コロンビア   | 3-1    | 3-1  | 2010 FIFAワールドカップ・南米予選 |
| 6. | 2010年10月8日 | ジャカルタ   | インドネシア | 1-4    | 1-7  | 親善試合                          |
| 7. | 2012年6月10日 | モンテビデオ | ペルー       | 4-2    | 4-2  | 2014 FIFAワールドカップ・南米予選 |

## タイトル

### クラブ
AIK
- スヴェンスカ・スーペルクーペン : 2010

パウメイラス
- カンピオナート・ブラジレイロ・セリエB : 2013

### 代表
ウルグアイ
- コパ・アメリカ : 2011